# Championnat d'Albanie féminin de football
Le championnat d'Albanie de football féminin (albanais : Turneu i parë Kombetar Futbollit e femrave) est une compétition de football féminin opposant les onze meilleurs clubs d'Albanie. 

## Histoire
Après un tournoi ayant pour but la promotion du football féminin en août 2007, la Fédération albanaise de football organise le premier championnat d'Albanie de football féminin en 2009. Le format de ce championnat est un tournoi à élimination directe démarrant en quarts de finale, qui voit la victoire du Tirana AS. 
La deuxième édition de ce championnat se joue lors de la saison 2010-2011 et oppose huit clubs dans un format classique de championnat, chaque équipe rencontrant les autres deux fois. Le KS Ada Velipojë est sacré champion et devient le premier représentant albanais en Ligue des champions féminine de l'UEFA. KS Ada Velipojë remporte deux nouveaux titres en 2012 et en 2013, réussissant ainsi un triplé.
En 2013-2014, Vllaznia remporte son premier titre.

## Palmarès
| Saison    | Champion             |
| --------- | -------------------- |
| 2009      | Tirana AS            |
| 2010-2011 | KS Ada Velipojë      |
| 2011-2012 | KS Ada Velipojë      |
| 2012-2013 | KS Ada Velipojë      |
| 2013-2014 | KFF Vllaznia Shkodër |
| 2014-2015 | KFF Vllaznia Shkodër |
| 2015-2016 | KFF Vllaznia Shkodër |
| 2016-2017 | KFF Vllaznia Shkodër |
| 2017-2018 | KFF Vllaznia Shkodër |
| 2018-2019 | KFF Vllaznia Shkodër |
| 2019-2020 | KFF Vllaznia Shkodër |
| 2020-2021 | KFF Vllaznia Shkodër |
| 2021-2022 | KFF Vllaznia Shkodër |
| 2022-2023 | KFF Vllaznia Shkodër |
| 2023-2024 | KFF Vllaznia Shkodër |
| 2024-2025 | KFF Vllaznia Shkodër |

## Bilan par clubs
| Club                | Titres |
| ------------------- | ------ |
| KF Vllaznia Shkodër | 12     |
| KS Ada Velipojë     | 3      |
| Tirana AS           | 1      |